# Red Top (rakéta)
A Red Top infravörös önirányítású légi közelharc-rakéta volt, a harmadik azok közül, amelyeket az Egyesült Királyságban fejlesztettek ki és gyártottak külső segítség nélkül. A Firestreak rakéta továbbfejlesztésével hozták létre. Bár nem volt alkalmas szembetámadásra, az elődjénél érzékenyebb infravörös önirányító rendszere képes volt az ellenséges repülőgép hajtóművén kívül a légellenállás miatt felmelegedett részeinek érzékelésére is, azaz nem csak a gép mögül volt indítható. Az English Electric Lightning és a Sea Vixen repülőgépeken állt rendszerben.
Továbbfejlesztése, a Blue Dolphin félaktív lokátoros önirányítású légiharc-rakéta lett volna, de ez nem valósult meg, helyette az AIM–7 Sparrow rakéta továbbfejlesztésével létrehozott Sky Flash-t állították rendszerbe.